# Siège d'Odessa
Ne doit pas être confondu avec Bataille d'Odessa (1914).
Seconde Guerre mondiale
Batailles
Phase 1
- Brest-Litovsk
- Białystok–Minsk
- Pays baltes
- Raseiniai
- Brody
- Bessarabie et Bucovine du Nord
- Moguilev

Phase 2
- Smolensk
  - Roslavl-Novozybkov (en)
- Avance sur Léningrad

Phase 3
- Ouman
- Odessa
- 1re Kiev
- Tallinn
- Petrikovka (en)
- Ielnia
- Léningrad
- Mer d'Azov (en)

Phase 4
- 1re Kharkov
- Beowulf
- Donbass-Rostov (en)
- Briansk (en)
- 1re Crimée
  - Sébastopol
- Tikhvine
- 1re Rostov
- Gorki
- Moscou

Front de l’Est

Prémices :
- Campagne de Pologne
- Guerre d’Hiver

Guerre germano-soviétique :
- 1941 : L'invasion de l'URSS

- Opération Barbarossa

Front nord : 
- Guerre de Continuation
- Opération Silberfuchs
- Siège de Léningrad

Front central : 
- 2e bataille de Brest-Litovsk
- Bataille de Białystok–Minsk
- 1re bataille de Smolensk
- Bataille de Kiev

Front sud : 
- Siège d'Odessa
- Campagne de Crimée

- 1941-1942 : La contre-offensive soviétique

Front nord : 
- Poche de Demiansk
- Poche de Kholm

Front central : 
- Bataille de Moscou

Front sud : 
- Seconde bataille de Kharkov

- 1942-1943 : De Fall Blau à 3e Kharkov

Front nord : 
- Offensive de Siniavino
- Opération Iskra
- Bataille de Krasny Bor
- Opération Poliarnaïa Zvezda

Front central : 
- Opération Mars

Front sud : 
- Bataille du Caucase (opération Fall Blau)
- Bataille de Stalingrad
- Opération Uranus
- Opération Saturne
- Offensive d'Ostrogojsk-Rossoch
- Offensive de Voronej-Kastornoe
- Opération Gallop
- Opération Étoile
- Troisième bataille de Kharkov

- 1943-1944 : Libération de l'Ukraine et de la Biélorussie

Front central : 
- 2e bataille de Smolensk
- Opération Bagration

Front sud : 
- Bataille de Koursk
- Bataille du Dniepr
- Offensive Dniepr-Carpates
- Offensive de Crimée
- Offensive de Lvov-Sandomir

- 1944-1945 : Campagnes d'Europe centrale et d'Allemagne

Allemagne : 
- Offensive Vistule-Oder
- Offensive de Poméranie orientale
- Siège de Breslau
- Offensive de Prusse-Orientale
- Bataille de Königsberg
- Bataille de Seelow
- Bataille de Bautzen
- Bataille de Berlin
- Capitulation allemande

Front nord et Finlande : 
- Guerre de Laponie
- Offensive Leningrad-Novgorod
- Bataille de Narva

Europe orientale : 
- Opération Margarethe
- Insurrection de Varsovie
- Soulèvement national slovaque
- Opération Panzerfaust
- Bataille de Budapest
- Opération Frühlingserwachen
- Offensive de Vienne
- Insurrection de Prague
- Offensive de Prague
- Bataille de Slivice

Front d’Europe de l’Ouest

Campagnes d'Afrique, du Moyen-Orient et de Méditerranée

Bataille de l’Atlantique

Guerre du Pacifique

Guerre sino-japonaise

Théâtre américain
Le siège d'Odessa est une bataille du front de l'Est lors de la Seconde Guerre mondiale. Elle eut lieu à Odessa entre le 8 août et le 16 octobre 1941. Elle a été principalement menée par les forces roumaines et des éléments de la 11e armée allemande. En raison de la forte résistance de la 9e armée indépendante, puis de l'Armée séparée du littoral nouvellement formée, il a fallu 73 jours de siège et quatre tentatives pour prendre la ville, au cours desquelles les forces de l'Axe ont perdu 93 000 hommes, contre 41 000 pour l'Armée rouge. Cependant, d'autres sources avancent que l'Armée rouge a perdu 60 000 hommes.
Le 22 décembre 1942, pour rendre hommage à ceux qui par leur action militaire ou civile ont contribué à repousser les troupes allemandes, le gouvernement soviétique a instauré la Médaille pour la Défense d'Odessa.

## Prélude

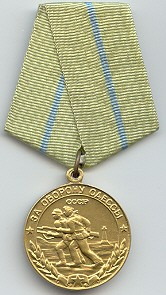
Environ 38000 Soviétiques ont reçu la médaille « Pour la défense d'Odessa » établie par décret le 22 décembre 1942.

Le 27 juillet 1941, Hitler envoie une lettre au général Antonescu dans laquelle il lui demande la coopération des troupes roumaines au-delà du Dniestr, et lui accorde l'administration du territoire entre le Dniestr et le Bug. Antonescu accepte sa requête le 31 juillet. En fait, la 3e armée roumaine avait déjà traversé le Dniestr le 17 juillet.
La 4e armée du lieutenant-général Nicolae Ciuperca commence sa progression en direction du Bug le 3 août. Le 5e Corps, comprenant la 15e Division d'infanterie et la 1re brigade de cavalerie se fraye un chemin entre Tighina et Dubăsari. Dans la nuit du 5 août, la 1re division blindée rejoint également le 5e Corps. Le 8 août, l'état-major roumain émet la directive n°31 stipulant que la 4e armée doit vaincre l'ennemi entre le Dniestr et Tiligulskiy et occuper Odessa.
Les Roumains pensent que la garnison soviétique de la ville, en large infériorité numérique, devrait se rendre rapidement. Cependant Odessa est une position fortifiée qui a de plus le soutien la flotte de la mer Noire de la Marine soviétique. La défense soviétique repose sur trois lignes de tranchées, des fossés anti-chars, des casemates et autres fortifications. La première ligne est longue de 80 km de long et située à environ 25–30 km de la ville. La deuxième et principale ligne de défense est située à 6–8 km de la ville et est longue d'environ 30 km. La troisième et dernière ligne de défense est organisée dans la ville elle-même. Les forces soviétiques gardant ces positions sont constituées par les 25e, 421e 95e divisions d'infanterie, ainsi que la 2e division de cavalerie, le 54e régiment de fusiliers et un régiment du NKVD. Dans l'ensemble, l'Armée rouge a quelque 34 500 hommes et 240 pièces d'artillerie dans la région. Le soutien aérien est fourni par le 69e IAP, composé de deux escadrons d'hydravions et d'un escadron de bombardiers. Par la suite, d'autres unités soviétiques ont rejoint les défenseurs, dont un escadron d'avions d'attaque au sol Iliouchine Il-2. Des bombardiers basés en Crimée et à Mykolaïv ont également participé à la bataille.
La 4e armée roumaine prévoit une manœuvre combinée : le 3e Corps (3e, 7e divisions d'infanterie et 1re division de la Garde et 2e régiment de chars) doit procéder à une attaque frontale sur la voie de chemin de fer de Rozdilna en direction d'Odessa, tandis que le 5e Corps (15e division d'infanterie, 1re division blindée et 1re brigade de cavalerie) doit virer vers le nord, vers Katargy et Bolschaya Buzhalyk, puis tourner vers le sud. Le 3e Groupe de Reconnaissance de la 3e division d'infanterie s'avance vers Rozdilna et indique que le village était en feu à son arrivée et que la gare est occupée par les troupes soviétiques. Dans la soirée, la 1re division blindée et la 1re brigade de cavalerie encerclent Katargy et font 200 prisonniers soviétiques.

## La bataille
Le 9 août, le 4e Régiment Dorobanti défait les forces soviétiques dans la région de Bakalovy, tandis que le 30e régiment Dorobanţi s'empare du village de Ponyatovka. La 7e division d'infanterie occupe la gare de Rozdilna et un plateau au sud de cette dernière, malgré une lourde résistance soviétique. Le lendemain, dans le secteur du 3e Corps, la majeure partie de la 7e division d'infanterie atteint Elssas, alors que la 1re division de la Garde est arrivée sur la ligne Strasbourg-Petra Evdokievka. Dans le secteur du 5e Corps, la 1re division blindée avance rapidement et défait les forces soviétiques à Bolchaïa Boujalyk, perçant ainsi la première ligne de défense d'Odessa. Jusqu'au soir, la division roumaine atteint la deuxième ligne de défense sur la ligne Blagodatnaïa-Mal. Adjalyk. La 1re brigade de cavalerie prend Severinovka et rejoint la 1re division blindée. Dans le même temps, le 10e Régiment Dorobanţi s'empare de Lozovaïa défendue par des unités soviétiques. La 4e armée encercle progressivement Odessa, mais l'offensive est temporairement arrêtée par Antonescu le 13 août pour renforcer la ligne ouest de la rive Hadjibey.
L'offensive reprend le 16 août, les troupes roumaines attaquant sur toute la ligne de front, capturant les châteaux d'eau d'Odessa le 17 août. Les forces soviétiques opposent une résistance acharnée, lançant des contre-attaques répétées et infligeant de lourdes pertes aux Roumains. L'Armée de l'air royale roumaine soutient activement les troupes au sol, perturbant le trafic naval soviétique partant ou en destination d'Odessa, détruisant par ailleurs un train blindé le 20 août. Dans la nuit du 18 août, deux torpilleurs roumains (NMS Viscolul et NMS Vijelia) attaquent et endommagent un destroyer soviétique au sud d'Odessa, dans l'un des seuls engagements navals destinés à soutenir le siège.
Le 24 août, le front est enlisé en face de la ligne principale de défense soviétique malgré les attaques constantes des Roumains. La 4e armée a alors déjà subi 27 307 pertes, dont 5 329 tués au combat. Néanmoins, les Soviétiques sont également affaiblis, et grâce à la prise de Koubanka, l'artillerie lourde roumaine menace à présent le port d'Odessa. Au cours des trois jours suivants, les combats sont marqués par une certaine accalmie.
Le 28 août, après avoir reçu en renfort un bataillon d'assaut allemand et dix bataillons d'artillerie lourde, les Roumains reprennent leur offensive. Les 1er, 4e, 11e corps d'armée s'avancent vers Gnileakovo et Vakarjany, avant d'être repoussés dans certaines régions par une forte contre-attaque soviétique le lendemain. Le 30 août, les Roumains reprennent finalement l'initiative mais gagnent malgré tout très peu de terrain. Les Soviétiques reprennent temporairement Koubanka, avant d'être repoussés dans la nuit. Les troupes soviétiques à Vakarjany, encerclées, continuent à se battre jusqu'au 3 septembre, date à laquelle les Allemands et les Roumains s'emparent du village.
Le 3 septembre, le général Ciuperca fait parvenir un constat de la situation sur le front au maréchal Antonescu en soulignant le mauvais état des divisions de première ligne, épuisées après près d'un mois de combats incessants. Ciuperca propose une réorganisation de six divisions (les 3e, 6e, 7e, 14e et 21e divisions d'infanterie et de la Garde), qui seraient divisées en deux corps et soutenues par huit bataillons d'artillerie lourde. Ces unités seraient affectées à un point particulier de la ligne de défensive soviétique. Sa requête est cependant rejetée à la fois par Antonescu et par le brigadier-général Alexandru Ioaniţiu, chef de l'état-major roumain, qui font valoir qu'une attaque dans une seule direction laisseraient les autres positions roumaines trop exposées. Le maréchal Antonescu émet alors ensuite une nouvelle directive appelant à attaquer entre Tatarka et Dalnik, et entre Gniliavko et Dalnik, attaques devant être menées respectivement par les 11e et 3e Corps. Ioaniţiu transmet une note au major-général Arthur Hauffe, commandant des forces allemandes en Roumanie, pour l'informer de la situation à Odessa et demander de l'aide sous la forme d'avions et de plusieurs bataillons du génie. Bien que l'armée de l'air roumaine ait connu un certain succès contre les forces aériennes et terrestres soviétiques, elle est mal équipée pour mener des raids anti-navires, et les Soviétiques transportent par navire de la logistique à la garnison assiégée.
Pendant ce temps, l'offensive roumaine est interrompue pour attendre des renforts. Un détachement allemand dirigé par le lieutenant-général René von Courbier et comprenant un régiment d'infanterie, un régiment du génie d'assaut et deux régiments d'artillerie arrive sur le front. Parallèlement, les Soviétiques reçoivent 15 000 hommes et des munitions. Le 9 septembre, Ciuperca est remplacé par le lieutenant-général Iosif Iacobici, à la suite du refus de Ciuperca de suivre les directives de l'État-major. L'offensive reprend le 12 septembre mais est de nouveau arrêtée temporairement le 14 septembre, des unités d'artillerie roumaines et allemandes étant à court d'obus. Deux bataillons Vanatori sont encerclés par les troupes soviétiques, près de Hadjibey, mais parviennent à tenir leurs positions.
Dans la nuit du 15 septembre, les troupes soviétiques attaquées par le 1er Corps roumain se retirent plus au sud-est. Le 16 septembre le 1er Corps prend les hauteurs au nord-ouest de Gross-Liebenthal. Les troupes roumaines occupent également la zone sud de la rive Soukhoï. Plus de 3 000 soldats soviétiques sont capturés, mais les Soviétiques font déployer la 157e division d'infanterie, comprenant 12 600 soldats. En outre, 18 usines de production soviétiques sont déplacées depuis Novorossisk.

## Conséquences
Bien que les Soviétiques aient défendu héroïquement Odessa, le STAVKA, l'état-major soviétique, donne l'ordre d'évacuer la ville en raison de l'avance de l'Axe sur le sol soviétique. Dans la nuit du 14 au 15 octobre 1941, la flotte de la mer Noire évacue la garnison vers Sébastopol, où la plupart des unités seront ensuite détruites lors du  siège du port de Crimée par les Allemands. La flotte de la mer Noire a cependant réussi à évacuer 350 000 soldats et civils.
Pertes subies pendant le siège d'Odessa :
- Roumaines : 17 729 morts, 63 345 blessés et 11 471 disparus
- Soviétiques : 16 578 morts ou disparus et 24 690 blessés (selon Glantz)
60 000 morts, blessés ou disparus (selon Axworthy[4])